# Pique
Pique  je umjetnička tehnika u kojoj se u ploče od kornjačevine umeću zlatni ili srebrni ukrasi. Najčešće se koristila kornjačevina dobivena od danas zaštićene Hawksbillove morske kornjače (Eretmochelys imbricata) ili, rjeđe, slonovača, odnosno rožina. Oko 1770. Matthew Boulton (1728. – 1809.) je razvio i tehnologiju industrijske proizvodnje piqué ukrasa. Tehnika je svoj vrhunac dosegla u Francuskoj u 17. i 18. stoljeću. 
Značajna je i radionica koja je radila u Napulju oko 1740. godine, a vodio ju je Giussepe Sarao. 

## Vanjske poveznice
- Pique,predivna umjetnička tehnika, download free knjiga
- "Tortoiseshell Snuff Boxes." dobar članak o pique tehnici na engleskom:   Arhivirana inačica izvorne stranice od 20. rujna 2020. (Wayback Machine)